# Нагасава Казукі
Казукі Нагасава (яп. 和輝 長澤, нар. 16 грудня 1991, Тіба, Японія) — японський футболіст, півзахисник національної збірної Японії та клубу «Урава Ред Даймондс».
Клубний чемпіон Азії.

## Клубна кар'єра
У дорослому футболі дебютував 2013 року виступами за команду клубу «Йокогама Ф. Марінос».
Привернув увагу представників тренерського штабу клубу «Кельн», до складу якого приєднався 2014 року. Відіграв за кельнський клуб наступний сезон своєї ігрової кар'єри. Більшість часу, проведеного у складі «Кельна», був основним гравцем команди.
2016 року грав у складі команд клубів «Урава Ред Даймондс» та «ДЖЕФ Юнайтед».
До складу клубу «Урава Ред Даймондс» приєднався 2017 року. Станом на 11 грудня 2017 відіграв за команду з міста Сайтама 8 матчів в національному чемпіонаті.

## Виступи за збірну
2017 року дебютував в офіційних матчах у складі національної збірної Японії.
| Дата       | Місто  | Господарі | Результат | Гості  | Турнір           | Голи | Примітки |
| ---------- | ------ | --------- | --------- | ------ | ---------------- | ---- | -------- |
| 14-11-2017 | Брюгге | Бельгія   | 1 – 0     | Японія | товариський матч | -    | 62'      |
| Усього     |        | Матчів    | 1         |        | Голів            | 0    |          |

## Досягнення
- Клубний чемпіон Азії (1):

«Урава Ред Даймондс»: 2017
- Володар Кубка банку Суруга (1):

«Урава Ред Даймондс»:  2017
- Володар Кубка Імператора (1):

«Урава Ред Даймондс»: 2018
- Володар Кубка Джей-ліги (1):

«Наґоя Ґрампус»: 2021